# 湯利 (密蘇里州)
湯利（英語：Townley）是位於美國密蘇里州鄧克林縣的非建制地區。

## 歷史
湯利的郵局於1905年設立，其後於1919年停運。

## 地理
湯利所處的海拔為高於海平面90米（即295英呎），而該地所採用的時區為UTC-6，即北美中部時區（CST）。同時該地設有夏令時間，為UTC-6調快一小時，即UTC-5（CDT）。